# Cúpula Sul-Americana
Cúpula Sul-Americana foi um trio de reuniões bianuais dos doze Presidentes da América do Sul celebradas entre 2000 e 2004 para acordar políticas de integração regional e temas de interesse para a zona. Substituídas desde 2004 pelas cúpulas de Chefes de Estado e Chanceleres da Comunidade Sul-americana de Nações.

## Edições
- I — 31 de agosto à 1 de setembro de 2000 em Brasília, Brasil. Criação da Iniciativa para a Integração da Infraestrutura Regional Sul-Americana (IIRSA).
- II — 26-27 de julho de 2002 em Guaiaquil, Equador. Firma da Declaração de Guaiaquil.
- III — 8-9 de dezembro de 2004 em Cusco e Ayacucho, Peru. Firma da Declaração de Cusco. Estabelecimento da Comunidade Sul-americana de Nações. Participação de México e Panamá como observadores.